# Nihotunga traudlina
Nihotunga traudlina is een vlokreeftensoort uit de familie van de Nihotungidae. De wetenschappelijke naam van de soort is voor het eerst geldig gepubliceerd in 2004 door Ruffo.